# Айронбридж
Айронбри́дж (англ. Ironbridge — «залізний міст») — село в Англії у графстві Шропшир, розташоване на схилі улоговини Айрон-Брідж на березі річки Северн. Виникло біля Залізного мосту, збудованого у 1779 році (звідси й назва). Село є об'єктом туризму. Улоговина Айрон-Брідж, у якій розташоване село Айронбрідж, занесено до списку світової спадщини ЮНЕСКО.

## Населення
У 1861 році населення села становило 3154 особи, тут було 647 домоволодінь. У 2004 році населення — 1595 чоловік.

## Уродженці
В Айронбридж народився англійський футболіст Вільям Емброуз Райт (відоміший як Біллі Райт), який протягом 13 років був капітаном збірної Англії з футболу і який першим із футболістів світу зіграв за свою національну команду 100 матчів.

## Об'єкти
- Старовинні будинки.
- Музей ущелини Айрон-Брідж
- Айронбриджська теплоелектростанція

Краєвид села Айронбрідж
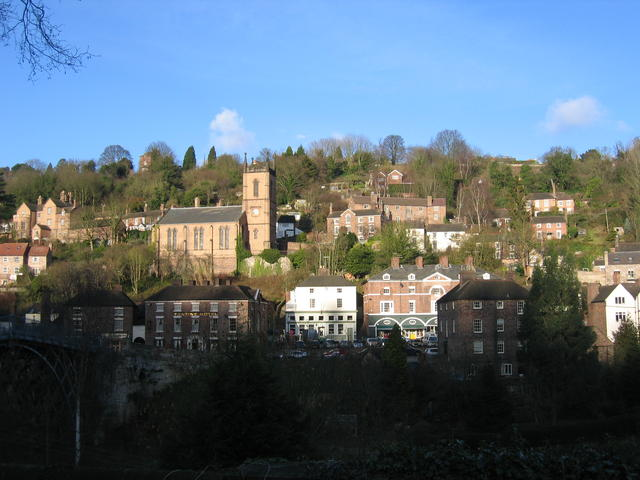
Село Айронбридж. Вид із південного берегу річки Северн
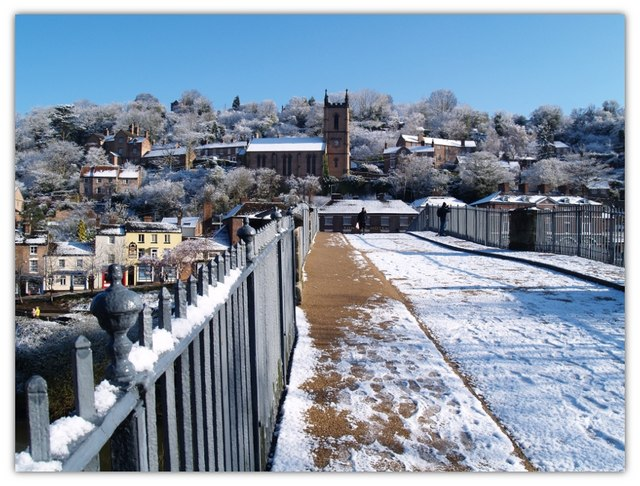
Вид на село Айронбридж із Залізного мосту взимку
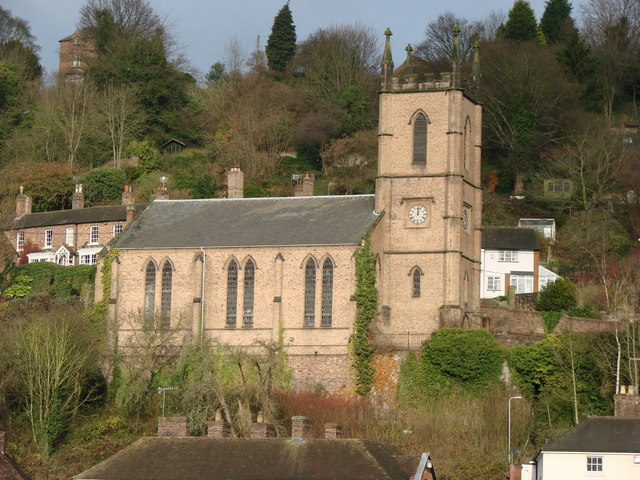
Айронбриджська церква
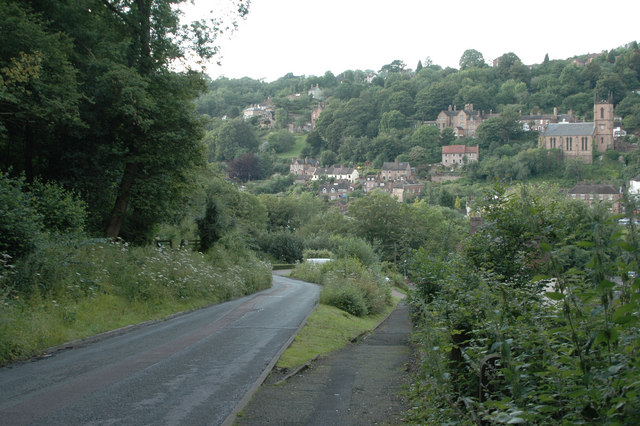
Вид на село Айронбридж із південного берегу річки Северн
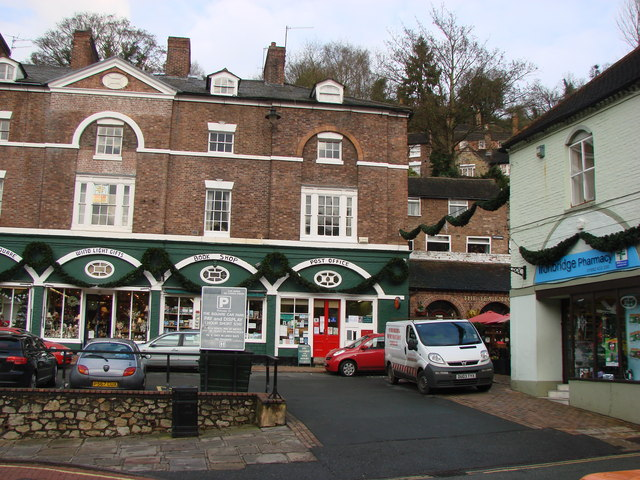
Пошта і магазинчики в Айронбридж
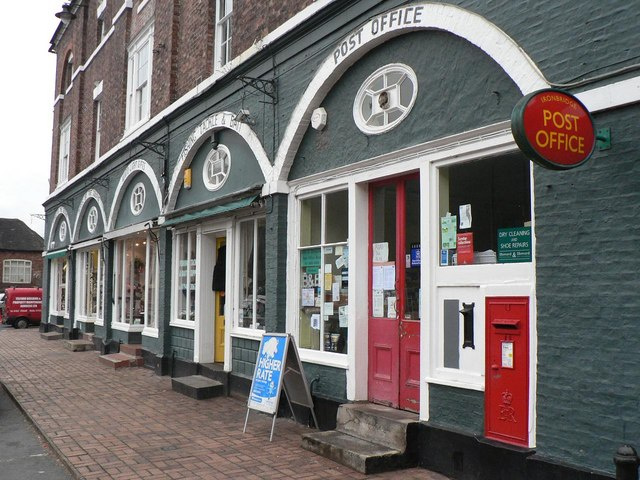
Пошта і магазинчики в Айронбридж
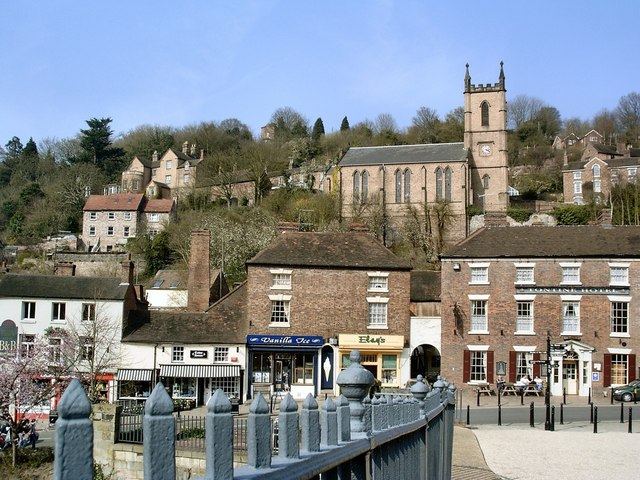
Вид на Айронбридж із Залізного мосту. Праворуч — готель Тонтіне, нагорі видно айронбриджську церкву
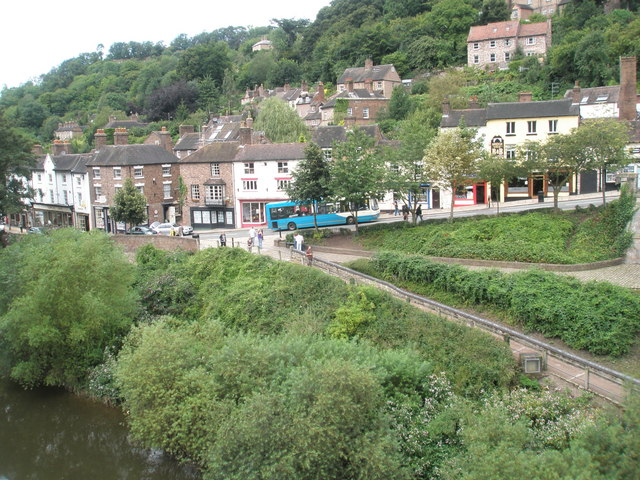
Вид на село Айронбридж із Залізного мосту
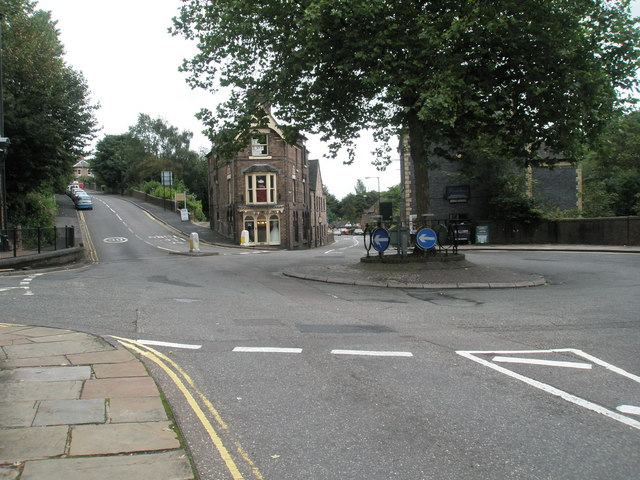
Початок вулиці Гай Стріт зі сходу.
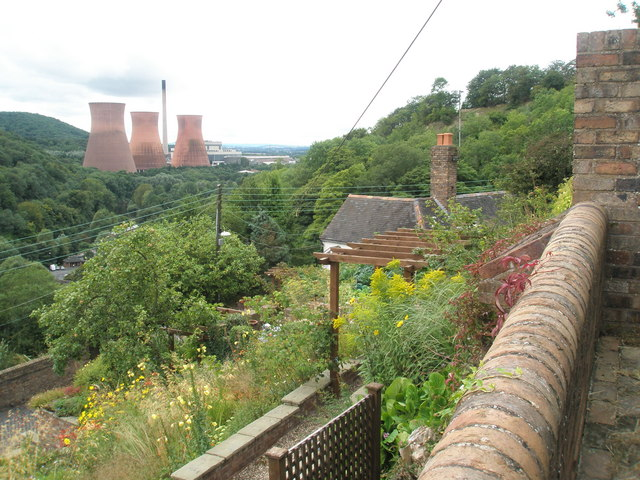
Вид на Айронбриджську теплоелектростанцію з села Айронбридж

## Цікаво
В Україні також є село з етимологічно аналогічною назвою Залізний Міст, що англійською є «Айронбридж».